# Noctua demarginata
Noctua demarginata är en fjärilsart som beskrevs av Schultz. 1908. Noctua demarginata ingår i släktet Noctua och familjen nattflyn. Inga underarter finns listade i Catalogue of Life.